# Annelies Grund
Annelies Grund (* 14. Juni 1923 in Kiel) ist eine deutsche Schriftstellerin und Verfasserin von Kinder- und Jugendliteratur. 
Neben dem Verfassen von Texten für Kinderbücher beteiligt sie sich auch mit anderen Autoren an Lesungen für Kinder im Rahmen einer Mitgliedschaft in einem Karnevalsverein.
Sie verfasst auch Kurzgeschichten, die in Sammelbänden oder in Zeitungen veröffentlicht werden:
- unter dem Titel Weihnachtsgeschichten am Kamin.[2]
- ... und fanden Weihnachten, im Ostpreußenblatt 1980.[3]

## Werke
- Schön ist es in Lindenhagen. Gundert, Hannover 1961; Illustrationen Rudolf Haupt.[4]
- Ferien in Buchendorf. Boje-Verlag, Stuttgart 1965.
- Bienchens bester Freund. Neuer Jugendschriften-Verlag, Hannover 1966; Illustrationen Katrin Brandt[5]